# 장미자
장미자(張美子, 1941년 2월 17일~2025년 1월 27일)는 대한민국의 여성 성우 겸 배우이다. 남편은 성우 겸 배우인 박웅(朴雄)이며, 자녀는 2남을 두었다.
1959년 연극배우로 데뷔하였고 1963년 DBS 동아방송 1기(KBS 한국방송공사 공채 6기로 간주) 성우로 공채되었다. 1969년 뮤지컬 배우로, 1981년에는 영화 《반금련》에서 조연으로 처음 출연하였다.
2025년 1월 27일 지병으로 사망하였다.

## 출연작

### 드라마
- 1983년 KBS 드라마 《개국》
- 1983년 KBS 드라마 《어머님 날 낳으시고》
- 1984년 KBS 드라마 《독립문》
- 1989년 MBC 드라마 《제2공화국》
- 1989년 MBC 드라마 《조선 왕조 오백년 - 파문》 ... 중궁전 상궁 역
- 1990년 KBS1 드라마 《서울 뚝배기》
- 1990년 KBS2 드라마 《TV 손자병법》
- 1992년 KBS1 드라마 《너의 이름은 효자》
- 1992년 SBS 드라마 《두려움 없는 사랑》
- 1996년 KBS1 드라마 《신세대 보고 - 어른들은 몰라요: 스키장에서 생긴 일》
- 2000년 KBS 드라마 《요정 컴미》
- 2000년 KBS 드라마 《부부클리닉》
- 2002년 MBC 드라마 《위기의 남자》
- 2009년 KBS2 드라마 《솔약국집 아들들》 ... 조미란의 어머니 역
- 2011년 KBS2 드라마 《사랑을 믿어요》
- 2019년 JTBC 드라마 《눈이 부시게》 ... 단순 할머니 역
- 2023년 JTBC 드라마 《킹더랜드》 ... 한회장 어머니 역

### 연극
- 1987년 《금삼지혈》 ... 소혜왕후 청주 한씨 역(주연)
- 1993년 《이괄과 흥안군》 ... 인목왕후 연안 김씨 역(조연)

### 뮤지컬
- 1965년 《포기와 베스》

### 영화
- 1981년 《반금련》

## 가족
- 배우자: 박웅
- 자녀: 2남